# Losmann (Pächter)
Losmann (plural: Losleute) ist die Bezeichnung für einen kleinen Feldpächter im ehemaligen Ostpreußen. Einem Losmann wurde neu urbar gemachtes Ackerland per Los zugeteilt. Da die Größe dieses Ackerlandes für den Unterhalt einer Familie nicht ausreichte, verdingte sich der Losmann als Landarbeiter, Knecht, Holzfäller oder Tagelöhner. Das Deutsche Wörterbuch der Brüder Grimm beschreibt einen Losmann: „in Ostpreuszen name eines kleinen feldpächters“. Im Jahr 1868, vom Deutschen Wörterbuch als Notstandsjahr bezeichnet, hätten die Losleute vom Staat als Darlehen drei Scheffel Kartoffeln erhalten.